# Sexualita v antice
Sex (z latiny sexus) je výraz, který v antice označoval pohlaví, nikoli soulož. V tomto významu byl pojem použit až roku 1929 v díle Davida Herberta Lawrence.
Nejstarší zmínky o sexu a milostných vztazích v antice jsou v Homérových spisech Ilias a Odysseia, kde Homér přiřazuje k manželství i rysy vztahů a lásky – Hektór a Andromaché, Odysseus a Pénelopé. Literatura však většinou popisovala přitažlivost pouze mezi mužem a milenkou (prostitutkou), nikoli mezi manželi. Vztah s manželkou byl pro muže povinností k polis, aby zplodili nového občana.
| „         | ...na zhotovování oděvů stačí otrokyně, hlavním úkolem svobodných žen je rodit děti. | “ |
| — Xenofón |                                                                                      |   |

## Mýtus
Platón ve svém Symposiu popsal řecký mýtus o původu člověka a lásky. Na počátku byl Androgyn, oboupohlavní bytost s ohromnou silou. Zeus se těmito bytostmi cítil ohrožen a tak každého Androgyna rozpůlil. V touze po znovuzískání ztracené jednoty se tyto části snaží najít svou druhou polovinu, aby se spojily. Láska tedy vznikla z původní obojpohlavnosti.

## Řecká společnost
Manželství a založení rodiny bylo pro Řeky prioritou. Ženy byly nabádány k cudnosti a věrnosti svému manželovi a muži zase, aby se oženili a nezůstávali dlouho svobodní (budou starší a bez dědiců). Přesto bylo mužům doporučováno, aby si své sexuální a citové vztahy kompenzovali s hetérami (vzdělané společnice). Plútarchos vymezil pravidlo, aby se muži stýkali se svými manželkami alespoň třikrát měsíčně.
Ve Spartě byla situace trochu jiná. Pokud muž nemohl mít děti se svou ženou, ale chtěl, tak mohl požádat jiného spartského muže o jeho ženu. Pokud všichni (i žena) souhlasili, mohl s ní mít pro dobro obce děti. Sparťané, kteří se neoženili, nebo neměli děti, byli trestáni.

## Římská společnost
Za vlády Etrusků měly římské ženy takřka rovnocenné postavení s muži. To se však mění po vzniku republiky, kdy jejich postavení rychle upadá. Společnost byla silně patriarchální – pater familias – otec rodiny, měl právo rozhodovat o osudu ostatních členů rodiny. Úkolem římské ženy bylo starat se o domácnost podobně jako v Řecku. Žena musela být věrná svému muži, musela být ctnostná, cudná, zbožná a věrná všem svým povinnostem.

## Ideál Řecké a Římské krásy
- Krása (řec. kalos) byla chápána nejen v otázce vzhledu, nýbrž také morálních hodnot a dobroty člověka.
- Kalokagathia („kalos“ – krásný a „agathos“ – dobrý) je pojem označující takřka dokonalého člověka. Krásného a silného po stránce vzhledu i moudrého a morálně dobrého. Idea dobra byla pro Řeky vždy spojena s krásou.

Po dlouhou dobu bylo pro Řeky dokonalé pouze mužské tělo. To ženské bylo nehezké. Spíše než na své nebo východní ženy se Řekové zaměřovali na ženy Egyptské – štíhlejší, širší ramena, užší boky. Tyto proporce ženského těla se odráží také v sochařství. Byly oblíbené ženy s malými ňadry, štíhlé a s malými chodidly. Matky často svazovaly svým dcerám prsa, aby nedocházelo ke „znehodnocení“ nadměrným vývojem (ženy mnohdy ani nekojily – na to měly otrokyně). Nosily dlouhé vlasy, které se vybělovaly octovým roztokem. Také pleť žádali muži světlou. Toho se dosahovalo barvením křídou nebo olovem, což bylo zdravotně velmi závadné. Místo rtěnky se používaly oxidy železa a červená hlína. Obočí si ženy prodlužovaly a za zvláště půvabné bylo považováno spojené obočí.

## Sexuální deviace v antice
- Agalmathophilie – (agalma = socha) dnešní době již téměř neexistující, v antice však běžná. Jedná se o úchylku, kdy se člověk zamiluje do sochy. Ve starověku byly sochy běžně dostupné na ulicích. Byly v životní velikosti a často velmi reálné.
- Zoofilie je trvalá nebo dlouhodobá náklonnost s erotickým rozměrem převážně vůči zvířatům. Herodotos a Plútarchos popisovali egyptské ženy, které z náboženských nebo mystických důvodů obcovaly s kozly. Xenofón pak podobně obvinil i Řeky. Přes všechny zmínky byla ale zoofilie asi stejně častá jako dnes.
- Nekrofilie je úchylka projevující se erotickou náklonností k mrtvolám. Byla hojně rozšířená v Egyptě (Isis měla syna Hóra s mrtvým manželem Osirisem).
  - Achilles a Penthesilea – Střetli se v bitvě o Tróju a Achilles ji zabil. Odvlekl její tělo do tábora a vysmíval se jí. Když jí však sundal helmu a uviděl její tvář, zamiloval se do ní a měl s jejím mrtvým tělem sexuální styk.
  - Herodes Veliký – Král Judeje, který měl asi deset žen. Nejvíce však miloval druhou, kterou poté, co ji nechal popravit, naložil do medu a ještě sedm let s ní měl styk.